# MK2 Quai de Loire / Quai de Seine
MK2 Quai de Loire et MK2 Quai de Seine sont deux cinémas MK2 du 19e arrondissement de Paris, situés de part et d'autre du bassin de la Villette respectivement quai de la Loire (48° 53′ 03″ N, 2° 22′ 20″ E) et quai de la Seine (48° 53′ 06″ N, 2° 22′ 17″ E). Ils totalisent 12 salles et 2076 fauteuils. Ils sont reliés par un bateau, le Zéro de conduite, spécialement conçu à cet effet.

## Description
Le MK2 Quai de Seine a 6 salles : deux grandes salles situées en sous-sol et quatre salles plus petites situées à l'étage. Il comporte également un café Corto.
Le MK2 Quai de Loire a également 6 salles : deux grandes salles situées en sous-sol et quatre salles plus petites situées à l'étage. Il comporte également un café et une boutique.
| Cinéma            | Salle | Fauteuils | Dimensions de l'écran |
| ----------------- | ----- | --------- | --------------------- |
| MK2 Quai de Seine | N°1   | 299       | 9,80 m × 4,17 m       |
| MK2 Quai de Seine | N°2   | 299       | 9,80 m × 4,17 m       |
| MK2 Quai de Seine | N°3   | 118       | 6,95 m × 2,71 m       |
| MK2 Quai de Seine | N°4   | 118       | 6,95 m × 2,71 m       |
| MK2 Quai de Seine | N°5   | 75        | 7 m × 3,80 m          |
| MK2 Quai de Seine | N°6   | 75        | 7 m × 3,80 m          |
| MK2 Quai de Loire | N°1   | 354       | 12 m × 5,22 m         |
| MK2 Quai de Loire | N°2   | 354       | 12 m × 5,22 m         |
| MK2 Quai de Loire | N°3   | 122       | 8 m × 2,39 m          |
| MK2 Quai de Loire | N°4   | 70        | 6 m × 2,60 m          |
| MK2 Quai de Loire | N°5   | 122       | 8 m × 2,39 m          |
| MK2 Quai de Loire | N°6   | 70        | 6 m × 2,60 m          |

Les deux cinémas diffusent principalement des films en version originale. Le MK2 Quai de Loire accueille régulièrement des avant-premières du groupe MK2.
Le MK2 Quai de Seine est le deuxième complexe en entrées du groupe MK2, avec 519 970 entrées en 2004.

## Histoire
Le MK2 Quai de Seine ouvre le 18 septembre 1996 sous le nom 14-Juillet-sur-Seine. Il deviendra le MK2 Quai de Seine le 29 avril 1998, lorsque les salles de cinéma 14-Juillet sont rebaptisées MK2. Il est installé dans un ancien hangar conçu par Gustave Eiffel pour l'Exposition universelle de 1878. Si la structure métallique a été conservée, le hangar a été très largement réhabilité. De larges panneaux vitrés ont été installés. Les murs extérieurs sont ornés de mots et expressions forts du cinéma : « T’as de beaux yeux tu sais », « Atmosphère », « Amarcord »…
Si l'installation d'un cinéma dans ce quartier est initialement un pari, les passants étant rares au début des années 1990, le cinéma rencontre petit à petit son public et devient un acteur majeur de la réhabilitation du quartier. Si bien que le 5 octobre 2005, le MK2 Quai de Loire ouvre comme un frère jumeau. Il est également installé dans un ancien hangar rénové, faisant face au MK2 Quai de Seine, qui hébergeait auparavant la base nautique de la Villette. Ses façades sont ornés de plusieurs enseignes lumineuses inspirées de films majeurs, dont une œuvre de Martial Raysse de 2005, Sinéma, les anges sont avec toi.